# آرتیوشا کاراپتیان
آرتیوشا هاکوبی کاراپتیان (ارمنی: Արտյուշա Հակոբի Կարապետյան؛ زادهٔ ۱۸ آوریل ۱۹۲۸) یک استاد رقص اهل ارمنستان است وی از سال میلادی تاکنون مشغول فعالیت بوده است.

## زندگی‌نامه
در ۱۸ آوریل ۱۹۲۸ در ایروان به دنیا آمد د. وی برنده جوایزی همچنین هنرمند شایسته ارمنستان شوروی، هنرمند مردمی جمهوری ارمنستان (۲۰۱۷)، شهروند افتخاری ایروان و  (۲۰۱۳) شده است

## یادداشت
1. ↑  Հայրենիքին մատուցած ծառայությունների համար» 1-ին աստիճանի մեդալ«